# Derek Ryan (Eishockeyspieler)
Derek Allen Ryan (* 29. Dezember 1986 in Spokane, Washington) ist ein US-amerikanischer Eishockeyspieler, der seit Juli 2021 bei den Edmonton Oilers in der National Hockey League unter Vertrag steht und für diese auf der Position des Centers spielt.

## Karriere
Derek Ryan begann seine Karriere bei den Spokane Chiefs aus der Western Hockey League. Anschließend schrieb er sich an der University of Alberta ein und studierte dort Physiologie. Parallel spielte er für das Eishockeyteam der Universität, die Alberta Golden Bears, in der Canada West Universities Athletic Association der Canadian Interuniversity Sport (CIS). Gleich in seinem ersten Jahr im College-Eishockey gewann er mit den Bears die Meisterschaft der CIS, den University Cup. 2010 erreichte er mit seinem Team erneut das Meisterschaftsfinale, in dem die Bears den Saint Mary’s Huskies mit 2:3 unterlagen. Während der folgenden Saison gehörte er zu den herausragenden Spielern der LIga und wurde mit mehreren Auszeichnungen geehrt – unter anderem wurde er als Wertvollster Spieler der West-Konferenz ausgezeichnet. 2011 beendete er sein Studium und entschied sich für einen Wechsel nach Europa. Er erhielt einen Einjahresvertrag bei SAPA Fehérvár AV19 aus Székesfehérvár in Ungarn und spielte mit diesem Verein sowohl in der multinationalen Erste Bank Eishockey Liga, als auch in der ungarischen Eishockeyliga.
2012 wechselte er innerhalb der EBEL zum EC Villacher SV. Dort gehörte er sofort zu den produktivsten Spielern und erhielt im November 2013 die Einladung, sein Heimatland im Rahmen des Deutschland Cups zu vertreten. Er war damit der erste Spieler, dem der Sprung aus der Erste Bank Eishockey Liga in die US-Auswahl gelang. Sein Länderspieldebüt feiert Ryan am 8. November 2013 in München gegen die slowakische Auswahl. Mit zwei Siegen und einer Niederlage gewann die USA das Turnier, Ryan trug zu diesem Erfolg drei Torvorlagen bei.
Am 28. März 2014 verbuchte Derek Ryan drei Assists im Halbfinalspiel gegen HC Bozen und übertraf mit 99 Scorerpunkten Todd Eliks Saison-Rekord (98 Punkte in der Saison 2006/07). Letztlich verbesserte er den Rekord auf 100 Saison-Scorerpunkte, bevor er mit dem EC VSV gegen den HC Bozen im Playoff-Halbfinale ausschied. Aufgrund einer Ausstiegsklausel in seinem Vertrag für europäische Topligen löste er anschließend seinen Vertrag mit dem VSV auf und wechselte zum Örebro HK aus der Svenska Hockeyligan. Dort erhielt er einen Zweijahresvertrag.
In seiner ersten Saison in Schweden wurde Ryan direkt bester Scorer der Liga und infolgedessen mit dem Guldhjälmen als Most Valuable Player ausgezeichnet. Damit erregte der Angreifer auch die Aufmerksamkeit von nordamerikanischen Teams, von denen ihn im Juni 2015 die Carolina Hurricanes aus der National Hockey League unter Vertrag nahmen.
Die Saison 2015/16 verbrachte er hauptsächlich im Farmteam der Hurricanes, den Charlotte Checkers aus der American Hockey League (AHL), die er als Mannschaftskapitän anführte. Zudem debütierte er in der National Hockey League (NHL) für die Hurricanes und erzielte in seinem ersten Spiel direkt einen Treffer. Nach der Saison 2017/18 wurde sein auslaufender Vertrag nicht verlängert, sodass er im Juli 2018 einen Dreijahresvertrag bei den Calgary Flames unterzeichnete. Diesen erfüllte er und wechselte anschließend im Juli 2021, abermals als Free Agent, zu den Edmonton Oilers. In den Playoffs 2024 erreichte er mit den Oilers das Finale um den Stanley Cup, unterlag dort allerdings den Florida Panthers mit 3:4.

### International
Bei der Weltmeisterschaft 2018 nahm Ryan erstmals an einem internationalen Turnier teil und gewann dort mit der Nationalmannschaft der USA die Bronzemedaille.

## Erfolge und Auszeichnungen
| - 2008 University-Cup-Gewinn mit der University of Alberta - 2010 CIS Second All-Canadian Team - 2011 CIS (West) Most Valuable Player - 2011 CIS First All-Canadian Team - 2012 Ungarischer Meister mit SAPA Fehérvár AV 19 - 2014 Bester Torschütze der EBEL-Hauptrunde | - 2014 Topscorer der EBEL-Playoffs - 2014 Ron Kennedy Trophy - 2015 Topscorer der Svenska Hockeyligan - 2015 Guldhjälmen - 2016 Teilnahme am AHL All-Star Classic |

### International
- 2018 Bronzemedaille bei der Weltmeisterschaft

## Karrierestatistik
Stand: Ende der Saison 2024/25

### International
Vertrat die USA bei:
- Weltmeisterschaft 2018
- Weltmeisterschaft 2019

(Legende zur Spielerstatistik: Sp oder GP = absolvierte Spiele; T oder G = erzielte Tore; V oder A = erzielte Assists; Pkt oder Pts = erzielte Scorerpunkte; SM oder PIM = erhaltene Strafminuten; +/− = Plus/Minus-Bilanz; PP = erzielte Überzahltore; SH = erzielte Unterzahltore; GW = erzielte Siegtore; 1 Play-downs/Relegation; Kursiv: Statistik nicht vollständig)